# Зеленовка (Херсонская область)
Зелено́вка (укр. Зеленівка) — посёлок в Херсонской городской общине Херсонской области Украины.

## Географическое положение
Зеленовка расположена в 6,9 км к северо-востоку от Херсона, входит в Херсонскую агломерацию.

## Население
В январе 1989 года численность населения составляла 5536 человек.

### Языковой состав
Родной язык населения по данным переписи 2001 года:
| Язык       | Численность, чел. | Доля     |
| ---------- | ----------------- | -------- |
| Украинский | 4 928             | 86,37 %  |
| Русский    | 744               | 13,04 %  |
| Другое     | 34                | 0,59 %   |
| Итого      | 5 706             | 100,00 % |

## История
Известно как село Баляхивка — 1782 год, село Зеленовка — 1783 год, село Рожновка — 1789 год, село Зеленовка — 1967 год. Также было известным как хутора Зеленые — до 1917.
Первые документальные сведения о Зеленовке относятся к 1856 г. Советская власть установлена в январе 1918 г. Созданный тогда же ревком возглавил местный житель большевик В. Я. Хмельковский. На фронтах Великой Отечественной войны защищали Родину 289 жителей, 130 из них погибли, 78 — награждены орденами и медалями. В пяти братских могилах похоронены 22 советских воина, павших при освобождении Зеленовки в марте 1944 г. С 1948 по 1952 г. в поселке установлены четыре памятника погибшим воинам-освободителям. Совхоз «Овощной» который находится в Зеленовке трижды (в 1976, 1978, 1979 гг.) награждался переходящим Красным знаменем ЦК КПСС, Совета Министров СССР, ВЦСПС и ЦК ВЛКСМ.
Также вблизи Зеленовки обнаружено курганное погребение эпохи меди (III тысячелетие до н. э.), исследованы скифские курганы, в том числе Рожновский (или Херсонский) курган VI—V вв. до н. эры.
В ходе вторжения России в Украину в период с 3 марта по 11 ноября 2022 года Зеленовка находилась под российской оккупацией.